# Trachylepis laevis
Espèce
Synonymes
- Mabuya laevis Boulenger, 1907
- Euprepis laevis (Boulenger, 1907)

Trachylepis laevis est une espèce de sauriens de la famille des Scincidae.

## Répartition
Cette espèce se rencontre dans le sud de l'Angola et dans le nord-ouest de la Namibie.

## Publication originale
- Boulenger, 1907 : Descriptions of three new lizards and a new frog, discovered by Dr. W. J. Ansorge in Angola. Annals and Magazine of Natural History, sér. 7, vol. 19, no 26, p. 212-214 (texte intégral).